# 르완다 여권
르완다 여권은 르완다가 국적인 사람이 해외를 여행할 경우 필요한 여권이다.
르완다 여권은 국제 여행을 위해 르완다 시민에게 발급된다. 르완다는 2021년 6월까지만 유효한 기존 여권을 대체하여 2019년 6월 전자여권(E-Passport, 모든 동아프리카 국가에 대한 입국이 무비자)으로 알려진 동아프리카 커뮤니티 바이오메트릭 여권(East African Community Biometric Passport)을 발행하기 시작했다. 새 여권은 5년 또는 10년 동안 유효하다.
르완다에는 세 가지 종류의 여권이 있다: 일반, 공무, 외교관 여권,

## 같이 보기
- 여권 목록